# Franz Pichler (Künstler, 1939)

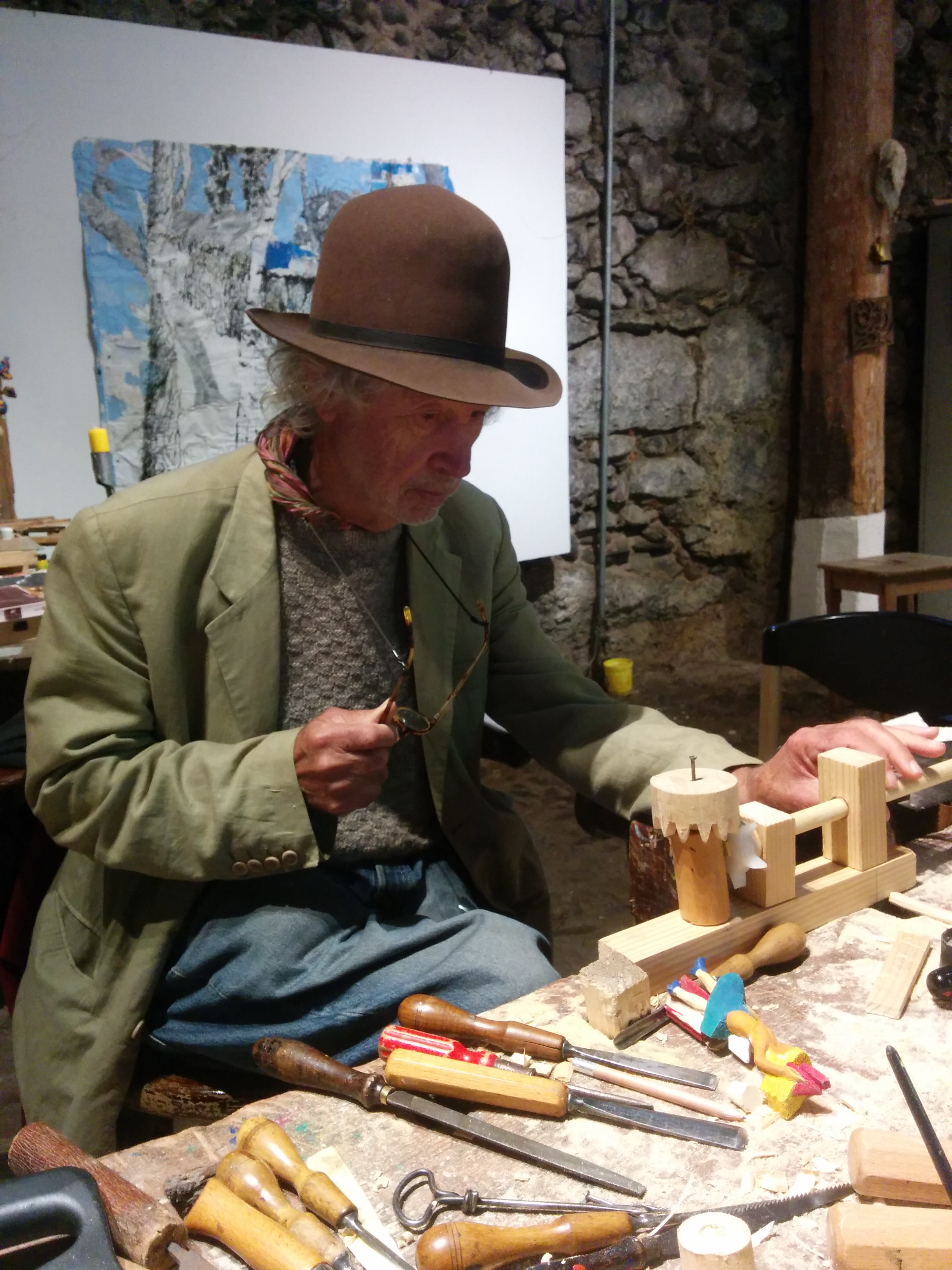
Franz Pichler 2021 im Atelier in Kallmünz (Meran)

Franz Pichler (* 3. Juli 1939 in Schenna) ist ein Südtiroler Bildhauer und Grafiker.

## Leben und Wirken
Franz Pichler ist im damals noch bäuerlich geprägten Dorf Schenna bei Meran geboren und aufgewachsen. Er war ein guter Schüler und fantasievoller Zeichner und schnitzte gerne. Früh äußerte er den Berufswunsch, Schnitzer zu werden. Zwischen 1954 und 1958 besuchte er die Kunst- und Schnitzerschule in Gröden. Nach erfolgreichem Abschluss der Lehre bewarb er sich in Wien und München um Aufnahme in die Kunstakademie und entschied sich für München. Er wurde in die Meisterklasse aufgenommen und schloss das Studium 1964 mit dem Diplom in Bildhauerei ab. Gilbert Prousch sagte von ihm: „Von allen Südtirolern an der Münchner Akademie der Künste war zu meiner Zeit der Pichler Franz der, von dem ich am meisten erwartete“.
1965 folgte die Hochzeit mit Solveig Freericks, mit der er vier gemeinsame Kinder hat. Mit den beiden Erstgeborenen zog die Familie 1968 nach Meran. Dort erhielt er von der Inhaberin der Brauerei Forst den Auftrag für die Gestaltung des Modells eines Bierdenkmals, das jedoch nicht angenommen wurde. Daraufhin beschloss er, nicht mehr nach Aufträgen zu arbeiten, und ging als Lehrer für Kunsterziehung in den Schuldienst. Seit seiner Pensionierung arbeitet er als freischaffender Künstler, seit 1999 im Atelier im Meraner Schloss Kallmünz.
Dem Entschluss, nicht nach Aufträgen zu arbeiten, ist Franz Pichler treu geblieben. Seine Arbeit als Kunstpädagoge sicherte seiner Familie den Lebensunterhalt, die Arbeit als freier Künstler galt und gilt weiterhin dem Engagement für eine gerechtere Gesellschaft. Er war 1975 Gründungsmitglied des Südtiroler Kulturzentrums, dessen Tätigkeit unter dem Motto Der Alltag ist unsere Kultur stand und das er zusammen mit seiner Frau Solveig über Jahre aktiv unterstützte und für das er eine Vielzahl von Plakaten entworfen hat.

## Ausstellungen
- Anlässlich seines 75. Geburtstags veranstaltete der Kunstverein Kunst Meran die erste umfassende Ausstellung des Gesamtwerks von Franz Pichler. Die Ausstellung unter dem Titel Hab keine Angst wurde am 28. Jänner 2014 im Haus der Sparkasse eröffnet.
- Bei der Ausstellung Cultura in movimento – Kultur in Bewegung Meran/o 1965–1990, die im Frühjahr 2021 bei Kunst Meran stattfand, wurden ebenfalls einige Skulpturen und Grafiken von Franz Pichler gezeigt.